# Äleklinta

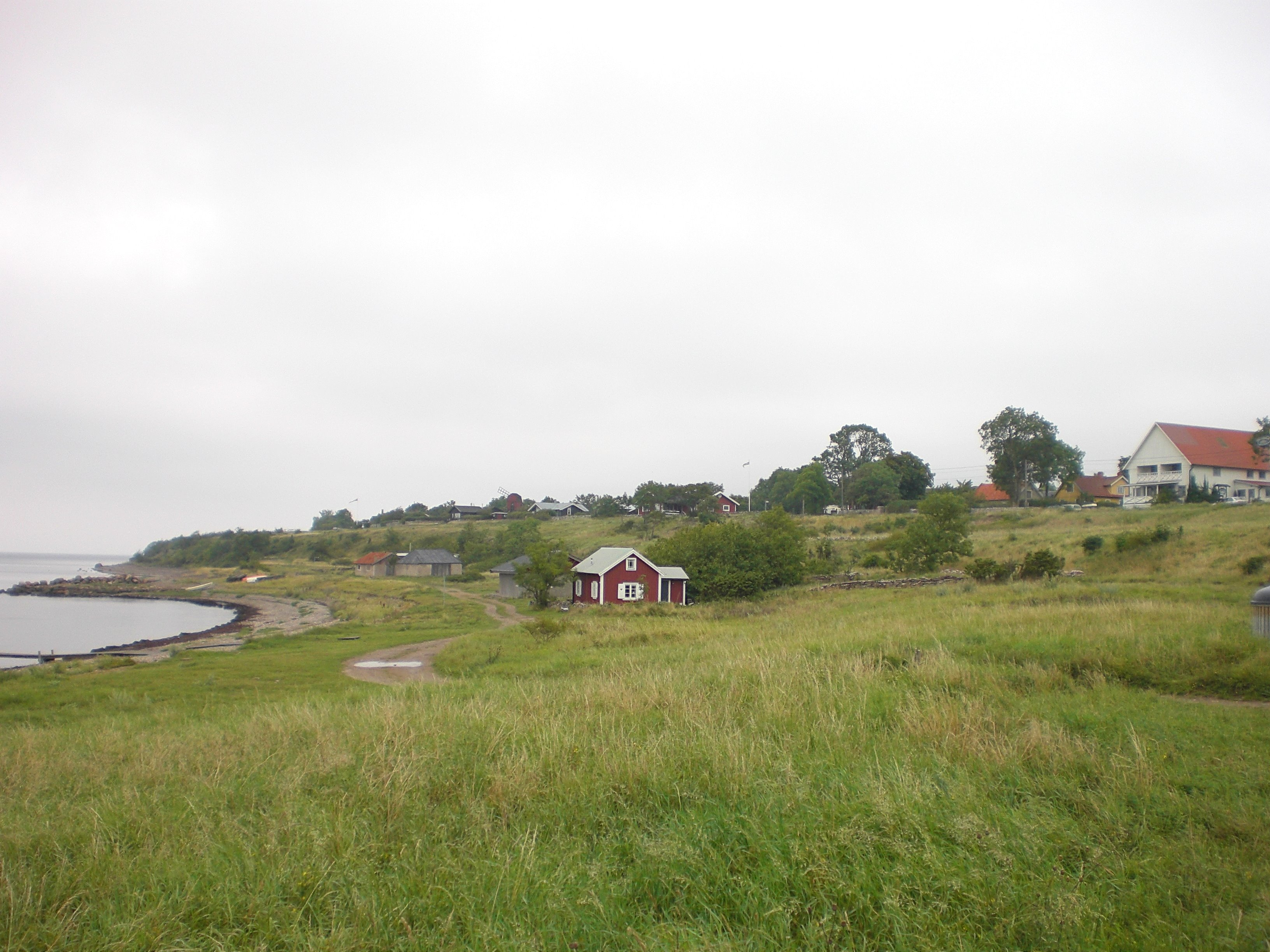
Äleklinta

Äleklinta är en by i Borgholms kommun, norr om Köpingsvik på Ölands västkust. Den har mindre än 50 invånare (2005).
Norr om byn ligger klippor där det går att se hela Ölands arkeologiska lagerföljd. Ytterligare en kilometer norrut ligger fiskeläget Bruddesta med sjöbodar från 1500-talet. Söder om byn ligger Gullehamn. I byn har den största gården blivit ombyggd till ett större lägenhetshotell som heter Äleklinta gård.